# Trentepohlia (Trentepohlia) larotypa
Trentepohlia (Trentepohlia) larotypa is een tweevleugelige uit de familie steltmuggen (Limoniidae). De soort komt voor in het Afrotropisch gebied.